# Hellraiser (film)
Hellraiser  (cunoscut și ca: Clive Barker's Hellraiser) este un film de groază britanic din 1987 regizat de Clive Barker. Este primul film din seria Hellraiser a lui Clive Barker. În rolurile principale joacă actorii Andrew Robinson, Clare Higgins, Sean Chapman, Ashley Laurence, Doug Bradley, Nicholas Vince, Simon Bamford, Grace Kirby și Oliver Smith. Hellraiser a fost pe locul 19 în lista 100 Scariest Movie Moments a canalului american Bravo.

## Prezentare
Filmul lui Clive Barker descrie grafic povestea unui bărbat și a soției sale care se mută într-o casă veche unde descoperă ascunsă la etaj o creatură hidoasă - fratele vitreg al omului și, de asemenea, fostul iubit al femeii. După ce și-a pierdut trupul său pământesc din cauza a trei demoni (Cenobiții), acesta este adus înapoi la existență de o picătură de sânge de pe podea. El o forțează curând pe fosta sa amantă să-i aducă jertfe umane necesare pentru a avea corpul întreg... dar Cenobiții nu vor fi prea fericiți în legătură cu acest lucru.

## Distribuție
- Andrew Robinson - Larry Cotton / Frank Cotton (Deghizat în pielea lui Larry)
- Clare Higgins - Julia Cotton
- Sean Chapman - Frank Cotton
- Ashley Laurence - Kirsty Cotton
- Doug Bradley - Lead Cenobite
- Nicholas Vince - Chattering Cenobite
- Simon Bamford - Butterball
- Grace Kirby - Female Cenobite
- Oliver Smith - "Skinless" Frank / Frank the Monster
- Robert Hines - Steve
- Anthony Allen - Victima No. 1
- Leon Davis - Victima No. 2
- Michael Cassidy - Victima No. 3
- Frank Baker - Derelict
- Kenneth Nelson - Bill
- Gay Baynes - Evelyn
- Niall Buggy - Dinner guest
- Dave Atkins - Moving man No. 1
- Oliver Parker - Moving man No. 2
- Pamela Sholto - Complaining customer
- Sharon Bower - Nurse
- Raul Newney - Dr. Joey Baxter

## Coloana sonoră
Clive Barker a comandat inițial o coloană sonoră pentru Hellraiser formației de muzică industrială  Coil. Muzica furnizată de aceasta a fost respinsă și Christopher Young a compus o muzică orchestrală mai tradițională pentru filmul care deja era realizat. Muzica celor de la Coil, care se pare că a fost caracterizată de către Barker ca fiind ca o "batere a intestinului", a fost lansată separat ca The Unreleased Themes for Hellraiser  și ca parte a compilației Unnatural History II (CD) (1995).
Christopher Young a continuat să contribuie la coloana sonoră a primului sequel, Hellbound, pentru care a câștigat un Premiul Saturn pentru cea mai bună muzică. Filmele ulterioare ale seriei au folosit muzica a diferiți compozitori.
Lista de piese
1. "Hellraiser" – 1:43
2. "Resurrection" – 2:32
3. "Hellbound Heart" – 5:05
4. "The Lament Configuration" – 3:31
5. "Reunion" – 3:11
6. "A Quick Death" – 1:16
7. "Seduction and Pursuit" – 3:01
8. "In Love's Name" – 2:56
9. "The Cenobites" – 4:13
10. "The Rat Race Slice Quartet" – 3:15
11. "Re-Resurrection" – 2:34
12. "Uncle Frank" – 2:59
13. "Brought on by Night" – 2:18
14. "Another Puzzle" – 4:06

Lungime totală: 42:40

## Refacere
O refacere de către Dimension Films a Hellraiser a fost anunțată inițial în noiembrie 2006. Regizorul francez Pascal Laugier a fost desemnat pentru a regiza filmul, dar a fost înlăturat mai târziu din cadrul acestui proiectul din cauza disputelor cu producătorii privind creația artistică; Laugier a vrut ca filmul său să fie o abordare foarte serioasă în timp ce producătorii au vrut ca filmul sa fie mai comercial și să se adreseze unui public mai tânăr.
La 20 octombrie 2010, a fost anunțat oficial faptul că Patrick Lussier și Todd Farmer vor fi regizorul și, respectiv, scenaristul unei relansări a francizei Hellraiser. Povestea filmului trebuia să fie diferită față de ceea a filmului original, deoarece Lussier și Farmer nu au vrut să prezinte din nou povestea originala din respect pentru munca lui Clive Barker. În schimb, filmul s-ar fi concentrat mai mult asupra lumii și funcționării cutiei-puzzle. Cu toate acestea, în 2011, Farmer a confirmat că atât el cât și Lussier nu mai sunt atașați acestui proiect.
La 24 octombrie 2013, Clive Barker a declarat că el va   regiza și scrie relansarea francizei, avându-l din nou pe actorul Doug Bradley în rolul lui Pinhead.